# Ramiro Valencia
Ramiro Valencia Cossio (Medellín, siglo XX) es un abogado, político y diplomático colombiano.  
Egresado de la Universidad Pontificia Bolivariana, que ha sido Gobernador de Antioquia, Alcalde de Medellín y Ministro de Minas y Energía entre otros cargos técnicos de importancia. 
Es hermano del también político, abogado y diplomático Fabio Valencia Cossio.

## Trayectoria
Abogado de la Universidad Pontificia Bolivariana de Medellín, Valencia Cossio se ha desempeñado como Alto Consejero Presidencial, Ministro de Minas y Energía, Gerente General de Empresas Públicas de Medellín, Embajador del gobierno de Andrés Pastrana en Nueva Zelanda, Gerente de la Fábrica de Licores de Antioquia, Secretario General del Municipio de Medellín. Ha sido miembro de las juntas directivas de Fomento y Turismo de Medellín, Turantioquia, Empresas Públicas de Medellín, Inval, Centro de Convenciones y Exposiciones de Medellín, Beneficencia de Antioquia, Binomio de Oro, Empresas Departamentales de Antioquia -EDA-, Instituto para el Desarrollo de Antioquia -IDEA-, Fondo Ganadero de Antioquia, Área Metropolitana, Consejo Superior de la Universidad de Antioquia, ISA, ISAGEN, Ecopetrol, EPM Bogotá y Emtelsa, Internexa, Flycom, Baterías MAC, y Coéxito.
Se le considera un experto en el tema minero energético, en servicios públicos domiciliarios y en telecomunicaciones. Además, es columnista del periódico El Colombiano y miembro de su consejo asesor; integra el grupo Tema Libre de El Colombiano y participa como comentarista y tertuliano habitual de las casas periodísticas RCN y Caracol Radio.
En 1994, tras la renuncia Juan Gómez Martínez para aspirar a la Alcaldía de Medellín, fue durante 5 meses Gobernador de Antioquia; también como encargado, fue Alcalde de Medellín.
Elegido presidente de la Federación Colombiana de Ciclismo el 14 de enero de 2013, para un periodo de 4 años en el ente rector de ciclismo colombiano. Actualmente se desempeña como presidente de la FCC (Federación Colombiana de Ciclismo). 